# オーシャンズ (映画)
『オーシャンズ』（原題：Océans）は、2009年のフランス映画（日本では2010年公開）。

## 概要
『WATARIDORI』のジャック･ペラン監督による、海の生物をテーマとしたドキュメンタリー映画である。
ドキュメンタリーの枠組みを超えて、一部にロボット（アニマトロニクス）を実際の魚であるかのように撮影した再現映像も収録されている。
第22回東京国際映画祭でオープニング作品として上映された。
また、冒頭の最初に流れるギャガのムービングロゴ映像も新しくなり、2010年以降も使用され続けている。

## スタッフ
- 監督：ジャック・ペラン、ジャック・クルーゾ
- 日本語版ナビゲーター：宮沢りえ

## 主題歌
- 『Sailing my life』/平原綾香&藤澤ノリマサ